# マルゼルブ駅
マルゼルブ駅 (マルゼルブえき、仏：Malesherbes)は、フランス・パリの17区にあるメトロ3号線 (地下鉄) の駅。

## 概要
マルゼルブ駅は、パリの地下鉄メトロ3号線の駅。パリ北西部の17区南部にあり、マルゼルブ大通りとヴィリエ大通りが交差しているジェネラル＝カトルー広場に位置している。
1910年5月23日、3号線の駅として開業した。駅名は、フランス革命の時代にギロチンで処刑されたアカデミー・フランセーズ会員のクレティアン＝ギヨーム・ド・ラモワニョン・ド・マルゼルブにちなんで名付けられた。

## 利用可能な鉄道路線
- メトロ
  - 3号線

## 駅周辺
- エコール・ノルマル音楽院 （音楽師範学校） （École Normale de Musique de Paris）
- エンネル美術館 （Musée Henner）
- ジェネラル＝カトルー広場 （Place du Général-Catroux）

## 隣の駅
パリメトロ
■3号線
ワグラム駅（Wagram） - マルゼルブ駅 - ヴィリエ駅（Villiers）